# Simon Rumley
Simon Rumley és un guionista, director i autor britànic. Principalment associat amb el gènere de terror, ha guanyat diversos premis i ha treballat, entre d'altres, amb Roger Lloyd-Pack, Greta Scacchi, Noah Taylor i Peter Facinelli.

## Carrera
Després de començar com a corredor, Rumley va començar a escriure guions curts i llargs, inclòs Club Le Monde, després del qual va ser convidat al Curs d'escriptura de Carlton Television. Després d'escriure i dirigir quatre curtmetratges, inclòs 'Laughter', que va ser nominat a un 'Dick Award' a l'ICA de Londres, Rumley va escriure, produir i dirigir Strong Language, que va ser recollit per la companyia Stranger Than Fiction. Vist com un jove cineasta prometedor, va ser convidat a Àustria per l'Acadèmia del Cinema Europeu i el 1999 va escriure, produir i dirigir "The Truth Game". Tant aquest com Strong Language es van estrenar a través del BFI al National Film Theatre de Londres, ambdues pel·lícules destacades per la seva 'intensitat i recerca de l'honestedat emocional'.
Club Le Monde del 2002 es va estrenar a través de UGC Cinemas i el 2004 va dirigir el curtmetratge The Handyman a Vermont, EUA, protagonitzat per Greta Scacchi i Bill Sage. The Handyman va actuar en diversos festivals d'arreu del món i va guanyar el millor curtmetratge al XXXIX Festival Internacional de Cinema Fantàstic de Catalunya l'any 2006.
Durant aquest període, els pares de Rumley van morir a poca tempsa els uns dels altres i, després d'haver vist la seva mare patir càncer, Rumley va començar a escriure un guió provisionalment titulat The Living in the Home of the Dead, una tragèdia de terror psicològic. El guió va ser recollit per Nick O'Hagan (Pandaemonium, Young Adam) i després de ser reelaborat i retitulat The Living and the Dead, va ser filmat durant l'any 2005 a Lord Cardigan's Savernake Estate protagonitzat per Roger Lloyd-Pack. Produïda per Elliot Grove, el fundador de Raindance, es va estrenar al Festival Internacional de Cinema de Rotterdam i va actuar en més de 40 festivals arreu del món amb bones crítiques, va guanyar gairebé vint-i-cinc premis, entre ells "Millor pel·lícula" i "Millor director", "Millor actor", "Millor maquillatge" i "Millor actriu secundària" al Fantasticfest d'Austin.
El 2008 Rumley va escriure el primer esborrany del guió que es convertiria en Red White & Blue. Filmat l'any següent, va protagonitzar Noah Taylor, Marc Senter i Amanda Fuller. Estrenat a Rotterdam el 2010, es va descriure com "explorant el costat més fosc de la humanitat amb resultats escalofriants". Es va estrenar als EUA en el Festival SXSW de Austin, Texas i va guanyar els premis a la millor pel·lícula en diversos festivals com el Boston Underground Film Festival, Festival Internacional de Cinema Fantàstic de Lund, Fantaspoa Fantastic Film Festival al Brasil i el premi a la millor pel·lícula estrangera/seqüència al North America's Fantasia Film Festival a Mont-real.
Just després d'acabar Red White & Blue, Rumley va rodar el segment final de la seminal antologia britànica de terror psicosexual, Little Deaths. 'Bitch' de Rumley protagonitzada per Tom Sawyer i Kate Braithwaite. La pel·lícula també va comptar amb una actuació de la banda de Shoreditch S.C.U.M, el cantant principal de la qual, Tom Cohen, es va casar amb el difunt Peaches Geldof. Little Deaths es va estrenar el febrer de 2011, inaugurant el Frightfest a Glasgow i després estrenant-se a Amèrica del Nord al SXSW.
Aquest mateix any, Rumley va ser convidat a fer un curtmetratge per a The ABCs of Death, produït per Tim League (productor executiu de Red White & Blue) i Ant Timpson. Decidit a rodar en un país que mai havia visitat abans Rumley i el seu director de fotografia, Milton Kam, van anar al país de naixement de Kam, Surinam, i van rodar P for Paramaribo, que finalment es convertiria en P for Pressure. Amb un qui és qui de noms de terror independents com Nacho Vigalondo, Ti West, Adam Wingard, Srdjan Spasojevic i Xavier Gens, la pel·lícula es va estrenar a la secció Midnight Madness del Festival Internacional de Cinema de Toronto el 2012.
El 2013 Rumley va ser contractat per dirigir el seu primer llargmetratge 'Hollywood' per Boss Media i el productor Frank Mancuso, Jr (Species, Ronin, Internal Affairs). La pel·lícula va ser coproduïda per Ai7le Films, dirigida per l'actor Peter Facinelli (Twilight). The Last Word és una pel·lícula de terror basada en la història real de Johnny Frank Garrett, executat a Texas el 1992 per la violació i l'assassinat d'una monja de 76 anys. Garrett va mantenir la seva innocència fins al final i va deixar enrere una maledicció en forma de carta. Deia que el seu esperit causaria la mort de tots els que l'ajudessin a executar. Poc després, moltes d'aquestes persones van ser trobades mortes en circumstàncies misterioses.
Crowurst es basa en la tràgica història de la vida real del mariner aficionat Donald Crowhurst, un pare de quatre fills de 35 anys, que va marxar d'Anglaterra el 1968, unint-se a una cursa internacional per ser el primer o el més ràpid a fer la volta al món. Però el seu somni es va convertir ràpidament en un malson, que va acabar en bogeria i probable suïcidi. El productor executiu de la pel·lícula va ser Nicolas Roeg, que ell mateix havia intentat filmar la història als anys setanta.

## Pel·lícules (com a escriptor/director/productor)
- 1994 Phew (Curt)
- 2000 Strong Language
- 2001 The Truth Game
- 2002 Club Le Monde
- 2006 The Handyman (Curt)
- 2006 The Living and the Dead
- 2010 Red White & Blue
- 2011 60 Seconds of Solitude in Year Zero (Curt)
- 2011 Little Deaths (segment "Bitch")
- 2012 The ABCs of Death (segment "P Is for Pressure")
- 2014 The Last Word
- 2015 Crowhurst
- 2016 Fashionista
- 2016 Johnny Frank Garrett's Last Word
- 2017 Once Upon a Time in London